# Новинцы (Ярославская область)
Новинцы — деревня в Переславском районе Ярославской области. Входит в Глебовский сельский округ Пригородного сельского поселения.

## История
Основана в начале XX века. В начале Великой Отечественной войны погибло более 20 человек и 6 домов, а также 4 рабочих и 11 солдат.

## Географическое положение
Деревня расположена на крайнем юге области, на автодороге «Холмогоры» примерно в 25 км к юго-западу от Переславля-Залесского и в 100 км от МКАД.

### Часовой пояс
Новинцы находится в часовой зоне МСК (московское время). Смещение применяемого времени относительно UTC составляет +3:00.

### Ближайшие города
| С-З | Тверь 167 км Приозерск 697 км       | Череповец 287 км Северодвинск 893 км    | Сыктывкар 900 км Новый Уренгой 2250 км | С-В |
| З   | Дубна 89.1 км Кувшиново 275 км      | Роза ветров                             | Шуя 174 км Нязепетровск 1297 км        | В   |
| Ю-З | Сергиев Посад 39.9 км Москва 109 км | Александров 21 км Орехово-Зуево 88.6 км | Арзамас 352 км Алатырь 538 км          | Ю-В |

## Население
| 1859 | 1905 | 1926 | 2007 | 2010 |
| ---- | ---- | ---- | ---- | ---- |
| 123  | ↗210 | ↗250 | ↘21  | ↘9   |